# Luci Cecili Metel (cònsol)
Luci Cecili Metel (llatí: Lucius Caecilius L. F. C. N. Metellus) va ser un magistrat romà. Formava part de la gens Cecília, una antiga família romana d'origen plebeu.
Va ser cònsol l'any 251 aC junt amb Gai Furi Pacil i va ser enviat amb el seu col·lega a Sicília per oposar-se a Àsdrubal, el general cartaginès. Els soldats romans es van alarmar tant en veure els elefants cartaginesos que no es van aventurar a atacar l'enemic i Metel i el seu col·lega van restar inactius durant molt de temps. Finalment, quan Furi Pacil va retornar a Itàlia amb una part de les forces, Àsdrubal va aprofitar per atacar Panorm, però llavors va ser derrotat per Metel que va capturar tots els elefants i va fer nombroses baixes als cartaginesos. Els elefants capturats els va exhibir Metel en el seu triomf a Roma. Aquesta victòria va establir la supremacia romana a Sicília, i va tenir una influència decisiva sobre el curs de la guerra.
L'any 249 aC va ser magister equitum del dictador Aule Atili Calatí i el 247 aC cònsol per segona vegada amb Numeri Fabi Buteó, període en què no va passar res destacat. Quatre anys després, el 243 aC va ser escollit pontífex màxim, dignitat que va exercir durant 22 anys.
Devia morir poc abans de començar la Segona Guerra Púnica, el 221 aC. Els historiadors parlen d'una acció de Metel quan era pontífex màxim: l'any 241 aC va rescatar el Palladium quan el temple de Vesta es va cremar, però va resultar ferit i va perdre la vista. Se'l va recompensar amb una estàtua al Capitoli, i el permís, que no s'havia donat mai a ningú, d'anar al senat en cotxe. Va ser nomenat dictador l'any 224 aC, amb la finalitat de celebrar comicis. Plini enumera els seus mèrits i distincions en un extracte que va fer a partir de l'oració funerària del seu fill, Quint Cecili Metel.